# Ryan Christie
Ryan Christie, född 22 februari 1995, är en skotsk fotbollsspelare som spelar för Bournemouth.

## Klubbkarriär
Den 1 september 2015 värvades Christie av Celtic, där han skrev på ett fyraårskontrakt. Christie lånades dock direkt tillbaka till Inverness Caledonian Thistle på ett låneavtal över resten av säsongen.
Den 31 augusti 2021 värvades Christie av Bournemouth, där han skrev på ett treårskontrakt. I november 2023 förlängde Christie sitt kontrakt i klubben fram till 2027.

## Landslagskarriär
Christie debuterade för Skottlands landslag den 9 november 2017 i en 0–1-förlust mot Nederländerna.